# Exsikkose
Als Exsikkose (von lateinisch exsiccare „austrocknen“, von ex „aus“, und siccus „trocken“), früher auch Durstkrankheit genannt, wird in der Medizin die Austrocknung durch Abnahme des Körperwassers bezeichnet. Sie ist die Folge einer (starken) Dehydratation.
Der Begriff Exsikkose wird auch für die klinischen Zeichen des Körperwassermangels und synonym für Dehydratation, insbesondere der hypertonen Form, verwendet.

## Ursachen
Die Ursache für eine Exsikkose ist Dehydratation: entweder eine unzureichende bzw. fehlende Flüssigkeitsaufnahme oder ein erhöhter Flüssigkeitsverlust ohne entsprechenden Ausgleich.

## Risikogruppen und -faktoren
Besonders gefährdet sind Säuglinge und Kleinkinder sowie betagte oder adipöse Menschen.
Alle Formen von Durchfallerkrankungen können in jedem Lebensalter zur Exsikkose führen, besonders jedoch, aufgrund eines hohen Flüssigkeitsumsatzes und mangelnder Reserven, im Säuglings- und Kleinkindalter. Mangelndes Durstempfinden oder eine ungenügende Flüssigkeitsaufnahme sind eine Hauptursache bei unterstützungsbedürftigen bewusstseins- bzw. wahrnehmungsbeeinträchtigten oder dementiell erkrankten Menschen. Das Durstempfinden kann auch bei regelmäßigem Alkoholkonsum beeinträchtigt sein.
Daneben kann eingeschränkte Beweglichkeit dazu führen, dass sich eine Person nicht selbständig mit ausreichend Flüssigkeit versorgt. Manche Menschen, die von Harninkontinenz betroffen sind, schränken ihre Flüssigkeitsaufnahme aus Angst vor unwillkürlichem Einnässen bewusst ein. Außerdem führen körperliche Anstrengung und starkes Schwitzen zu einem erhöhten Flüssigkeitsbedarf.
Die Einnahme entwässernder Medikamente wie Diuretika oder Abführmittel kann zur vermehrten Ausscheidung von Flüssigkeit führen, wie auch bestimmte Infektionskrankheiten, die mit Erbrechen oder Fieber einhergehen. Exsikkose tritt als Folge der Polyurie bei Diabetes insipidus oder Diabetes mellitus auf; bei letzterem ausgelöst durch deutlich erhöhte Blutzuckerwerte, die bis zum diabetischen Koma führen können.
Nierenerkrankungen, ausgedehnte Verbrennungen sowie Schluckstörungen (Dysphagie)  können ebenfalls Ursache einer Exsikkose sein.

## Symptome
Als Anzeichen von Austrocknung gelten unter anderen:
- Durst (kann bei älteren Patienten, Einnahme bestimmter Drogen, cerebralen Störungen bzw. Bewusstseinsstörungen und bei hypotoner bzw. isotoner Dehydratation fehlen)
- trockene Schleimhäute
- fehlender Speichelsee unter der Zunge
- zunehmende Müdigkeit, Lethargie oder Verwirrtheit
- Gewichtsverlust
- verminderte Ausscheidung von stark konzentriertem Urin (Oligurie, Anurie)
- Verstopfung
- Kopfschmerzen
- Muskelkrämpfe (weisen in der Regel auf Hyponatriämie hin), cerebrale Krampfanfälle
- Nur beim Säugling sind stehenbleibende Hautfalten ein Anzeichen für Dehydratation. Bei exsikkierten adipösen Menschen tritt dieses Symptom kaum auf, während es bei alten Menschen auch ohne Dehydratation solche Hautfalten geben kann.

Bei schwerer Exsikkose besteht Schocksymptomatik.

## Diagnostik
Es gibt einige klinische Zeichen, aber keinen einzelnen Parameter, der eine Dehydratation anzeigt.
- Natriumspiegel im Blut erhöht
- Hämatokrit erhöht
- Halsvenen eingefallen
- ZVD niedrig: < 5 cm Wassersäule
- Untere Hohlvene im Ultraschall schmal
- Erhöhte Körpertemperatur (Durstfieber)
- Erhöhter Aldosteron- und ADH-Spiegel im Blut

## Folgen
Die Folge der Exsikkose ist stets eine kombinierte Störung des Wasser-Elektrolyt-Haushalts. Dies kann zu veränderten Fließeigenschaften des Blutes führen.
Bei alten Patienten bestehen die hauptsächlichen klinischen Folgen einer Exsikkose in einer
- Reduktion des Allgemeinzustands und daraus folgender Bettlägerigkeit,
- Somnolenz (Benommenheit mit abnormer Schläfrigkeit als leichtere Form der Bewusstseinsstörung),
- möglichen Agitiertheit, solange Wassermangel anhält: Verwirrtheit,
- Oligurie mit der daraus folgenden Ansammlung ausscheidungspflichtiger Substanzen,
- Trockenheit der Haut und Schleimhäute sowie
- orthostatischer Hypotonie und damit verbundener Sturzgefahr.

Die Exsikkose kann zu dem Durchgangssyndrom ähnlichen Symptomen führen (siehe dort); eine solche Exsikkose wird (teils umstrittenerweise) gelegentlich auch als Durchgangssyndrom bezeichnet.
Dabei wird die Abnahme des Allgemeinzustandes fälschlicherweise oft mit dem Alter des Patienten selbst oder bestehenden Begleiterkrankungen erklärt.
An heißen Sommertagen kann bei alten Patienten die Exsikkose sehr schnell auftreten. Als pflegender Angehöriger sollte man also durch Notizen (Trinkplan) oder Markierungen unbedingt einen Überblick behalten, was tatsächlich getrunken wurde. Gegebenenfalls muss darauf gedrängt werden, dass gebrachte Getränke tatsächlich getrunken werden. Eine gute Kontrollmöglichkeit ist die Urinproduktion, eine Abnahme der Ausscheidungsmenge sollte schon eine Warnung sein.

## Therapie
Die Behandlung einer Exsikkose besteht in der Wiederherstellung und Aufrechterhalten einer physiologischen Flüssigkeitsbilanz, so dass sich die Symptome in der Regel innerhalb von Stunden oder Tagen zurückbilden:
Vorzugsweise wird zum selbständigen Trinken angeleitet. Ist der Patient zu sehr geschwächt oder kann er der Anleitung nicht folgen, wird oral Flüssigkeit oder stark wasserhaltige Nahrung (wie frisches Obst, Suppen, Brei, Joghurt oder Pudding) zugeführt, in kleinen Mengen löffel- oder schluckweise. Bei Schluckschwierigkeiten oder Bewusstseinsstörungen erfolgt die Flüssigkeitszufuhr über eine Infusion, wobei Elektrolytkontrollen vorgenommen werden sollten. In manchen Fällen bietet sich auch künstliche Ernährung an, entweder über eine Magensonde oder eine perkutane endoskopische Gastrostomie (PEG-Sonde).
Jedoch ist dies in der Praxis nicht immer unproblematisch umzusetzen, da exsikkierte Patienten aufgrund ihres beeinträchtigten Zustandes eine Behandlung ablehnen oder sich herausfordernd verhalten können.
Es kann daher passieren, dass sich die Patienten die Infusionskanüle oder Sonde herausreißen. Daher wurden diese Patienten häufig fixiert, was aber inzwischen sehr umstritten ist.
Auffallend ist, dass kurz nach Beginn der Rehydratation ein Teil der vorher kognitiv beeinträchtigten Patienten wieder aufklart.

## Prävention
Die entscheidende Schutzmaßnahme besteht darin, eine regelmäßige und ausreichende Flüssigkeitszufuhr sicherzustellen. Die Menge richtet sich unter anderem nach dem Lebensalter. Als Richtwert wird beispielsweise für Senioren eine Flüssigkeitsmenge von 1,3 bis 1,5 Litern angegeben. Bei einigen Patienten ist die Trinkmenge aber aus medizinischen Gründen limitiert, z. B. bei Herzinsuffizienz oder Nierenschwäche.
Wird über einen bestimmten Zeitraum ein sogenanntes Trinkprotokoll geführt, kann damit festgestellt werden, wann besonders gut und welche Getränke besonders gerne getrunken wurden.
Frisches Obst (beispielsweise Melone, Pfirsich, Apfelmus), Gemüse (Tomate, Gurke), Suppen oder andere wasserreiche Produkte (Geleespeisen, Joghurt, Quark) können eine Alternative zu Getränken sein; angedickte Flüssigkeiten erleichtern das Trinken bei Schluckstörungen.
Pflegebedürftige benötigen gegebenenfalls Unterstützung bei der Flüssigkeitsaufnahme, beispielsweise bei der Bereitstellung von Getränken in angepassten Trinkgefäßen oder direkte Hilfestellung beim Trinken.

## Problematik
Volumenmangel ist in Deutschland eine der Hauptursachen für Verwirrtheitszustände und Krankenhausaufenthalte. Im Jahr 2000 wurden 21.529 Menschen über 65 Jahre aufgrund von Volumenmangel (ICD-10 E86) in ein Krankenhaus eingewiesen, bis 2010 stieg die Zahl auf 76.958 an. Die Diagnose Exsikkose kann ein Hinweis auf Pflegedefizite sein, insbesondere in Altenheimen, aber auch in der häuslichen Pflege.